# آنتون شیپولین
آنتون شیپولین (روسی: Антон Владимирович Шипулин؛ زادهٔ ۲۱ اوت ۱۹۸۷) ورزشکار دوگانه اهل روسیه است.
وی همچنین برندهٔ جوایزی همچون نشان دوستی شده‌است.